# أطلس التعبير
أطلس التعبير Expression Atlas هي قاعدة بيانات يحتفظ بها المعهد الأوروبي للمعلومات الحيوية التي توفر معلومات عن أنماط التعبير الجيني من دراسات RNA-Seq وMicroarray ، وتعبير البروتين من دراسات Proteomics .  يسمح أطلس التعبير بالبحث عن الجين أو متغير لصق أو سمة البروتين أو المرض أو العلاج أو جزء كائن حي (أنواع الخلايا / الأنسجة). يمكن البحث عن الجينات الفردية أو مجموعات الجينات. يتم تنظيم البيانات الوصفية يدويًا لجميع مجموعات البيانات في أطلس التعبير وتحليل بياناتها من خلال خطوط شبكة التحليل الموحدة. هناك مكونان لأطلس التعبير ، الأطلس الأساسي والأطلس التفاضلي:

## أطلس الأساس
يوفر أطلس خط الأساس معلومات حول المنتجات الجينية الموجودة (وبأي وفرة) في ظل الظروف "العادية". يتكون هذا المكون من أطلس التعبير من تجارب RNA-seq من مستودعات ArrayExpress. وهو يهدف إلى الإجابة على أسئلة مثل:
- ما هي الجينات التي يتم التعبير عنها تحديدًا في الكلى؟
- ما هو نمط التعبير عن الجين SAA4 في الأنسجة الطبيعية؟

## أطلس تفاضلي
يسمح الأطلس التفاضلي للمستخدمين بتحديد الجينات التي يتم تنظيمها لأعلى أو لأسفل في ظروف تجريبية مختلفة.

## أنظر أيضا
- أطلس البروتين البشري
- ريجولون

## روابط خارجية
- "About Expression Atlas". European Molecular Biology Laboratory - European Bioinformatics Institute (EMBL-EBI). مؤرشف من الأصل في 2023-03-07.